# La Maquinista Terrestre y Marítima
La Maquinista Terrestre y Marítima (MTM) fue una empresa metalúrgica española radicada en Barcelona. Desde 1989 está integrada en la multinacional francesa de material ferroviario Alstom.

## Historia
Fue fundada en Barcelona el 14 de septiembre de 1855, como resultado de la fusión entre los talleres de Valentín Esparó Giralt (Valentín Esparó y Consocios, adquirida a la compañía Bonaplata en 1839) y la Sociedad La Barcelonesa (Tous, Ascacíbar y Compañía), fundada en 1838 por Nicolás Tous Mirapeix y Celedonio Ascacíbar.
En sus inicios estaba dedicada a la construcción de todo tipo de maquinaría pesada. Los principales accionistas fueron, además de los propietarios nombrados, Ramón Bonaplata, Josep M.Serra, Juan Güell Ferrer, José Antonio de Mendiguren y Nicolau Tous Soler.
Sus primeros talleres se construyen en el barrio barcelonés de La Barceloneta, en 1861, con una superficie total de 17.500 m². Contaban con 1.200 trabajadores. En 1917 construye su segunda fábrica, entre los barrios barceloneses de San Andrés de Palomar y El Buen Pastor, con una extensión de más de 100.000 m², alcanzando una plantilla de 3.000 trabajadores.
Hacia 1965, los talleres de La Barceloneta fueron desmantelados y se mantuvieron como almacén de productos que, aunque finalizados, no van a ser vendidos hasta más adelante. Hacia 1993, los talleres de San Andrés de Palomar fueron desmantelados por completo y se trasladaron a unos talleres construidos entre los municipios de Santa Perpetua de Moguda y Mollet del Vallés. En esa época también se fusionaba con la veterana MACOSA.
En 1989 fue adquirida por la multinacional francesa Alstom.

## Trabajos

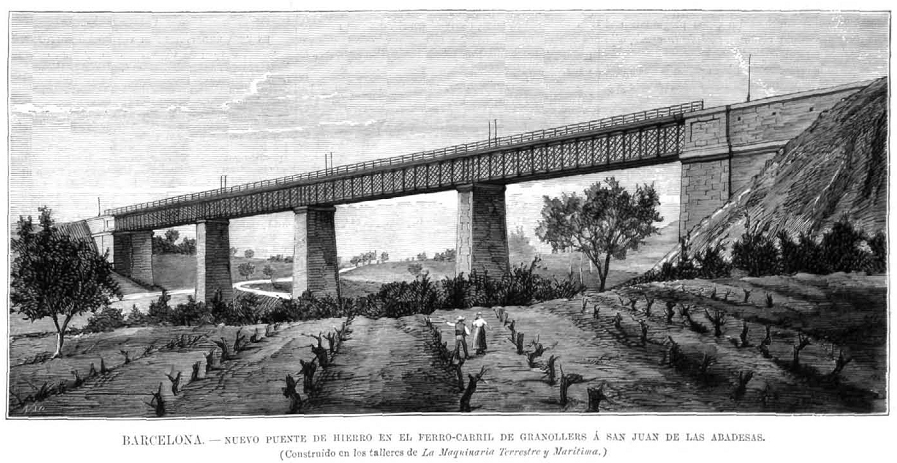
Puente de hierro para ferrocarril entre Granollers y San Juan de las Abadesas, construido en los talleres de La Maquinista Terrestre y Marítima, grabado publicado en La Ilustración Española y Americana el 15 de septiembre de 1875.

La Maquinista Terrestre y Marítima realizó las siguientes actuaciones, ordenadas por orden cronológico: 
- En 1849 se fabrican unas máquinas alternativas y calderas para la Armada, con una potencia de 160 CV, con destino al vapor de ruedas Narváez.
- En 1852 se construye la maquinaria para el vapor de ruedas Conde de Venadito.
- Entre 1856 y 1935, La Maquinista construyó 569 máquinas de vapor fijas (de las que tan sólo 18 fueron construidas a partir de 1901), y 59 marinas, entre 1856 y 1900. Del total, 425 se quedaron en Cataluña, 141 fueron al resto de España, una a Filipinas y dos a Brasil. De las 425 destinadas al mercado catalán, 350 se dirigieron al sector industrial (260 al textil) y 39 al de servicios. Las otras 36 tuvieron un destino desconocido.
- En 1861 se construyen máquinas para la corbeta de hélice Vencedora.
  - En 1862 se construyen máquinas para la corbeta de hélice África.
  - Para la construcción de su primer prototipo de sumergible, Cosme García Sáez acudió a La Maquinista Terrestre y Marítima de Barcelona, y se hizo de hierro. Tenía, visto de lado, forma de tonel apuntado truncado hacia la proa y la popa, y medía 3 m de eslora (largo), 1,5 de manga (ancho) y casi 1,6 de alto. Tenía una compuerta de entrada y escotillas en la proa y la popa. La inmersión se producía por la inundación de cuatro depósitos, situados dos a cada lado de la parte central y más ancha del casco. Con bombas se achicaba el agua para tornar nuevamente a la superficie. Tenía, además, cuatro aberturas en el casco, en las que se instalaba la propulsión del buque, con cuatro remos articulados accionados desde el interior. El segundo prototipo, también construido por la Maquinista, fue probado en Alicante, lo mismo que haría Narciso Monturiol dos años después con el Ictíneo.
- A partir de 1863, La Maquinista Terrestre y Marítima de Barcelona inicia la fabricación de prensas tipo Thonelier, para la Casa de la Moneda de Madrid.
- En 1863 se construye el primer locomóvil por parte de La Maquinista Terrestre y Marítima.
- En 1864 se fabrican diferentes máquinas para las goletas de hélice Favorita, Ligera y Caridad.
- En 1868 se documenta la instalación del primer puente de hierro íntegramente de fabricación nacional, construido por La Maquinista Terrestre y Marítima, instalado en la Valle de Gurp, en la línea Barcelona-Mataró.
- En 1868 se inaugura el puente de hierro fabricado por La Maquinista Terrestre y Marítima en Pineda de Mar.
- De 1868 a 1900, La Maquinista fabricó un total de 415 puentes, pontones, pasarelas y acueductos.
- En 1873 se construye una máquina de vapor fija, con su cabria de madera empleada para subir y bajar al pozo maestro inmediato, de una profundidad de 250 m, además de las calderas embutidas en obra de mampostería, construidas por La Maquinista Terrestre y Marítima de Barcelona, según reza en la inscripción de la puerta del hogar.
- La Maquinista Terrestre y Marítima es considerada como la primera entidad que firmó un contrato de suministro eléctrico para la ciudad de Barcelona, en 1875, siendo esta la primera ciudad española en poseer alumbrado eléctrico.
- El nuevo Mercado Central (Mercado del Borne) fue construido en 1876, según el diseño de Josep Fontserè, y es el ejemplo más importante, en Cataluña, de la construcción y arquitectura del hierro. El mercado rectangular cubre un área de 8000 m², con los 31 m de alto de la rotonda octagonal central. La Maquinista Terrestre y Marítima era responsable de la ingeniería y la producción de las columnas, y de otros trabajos de hierro.
- El mercado de San Antonio, proyectado por Antonio Rovira y Trías, construido entre 1876 y 1882. Posee una disposición con forma de cruz de San Andrés, y ocupa toda una manzana del Ensanche de Cerdá. La Maquinista Terrestre y Marítima se ocupó de la construcción.
- En 1877 el rey Alfonso XII visitó las instalaciones.
- Por lo dilatado de su actividad, el ejemplar más representativo lo constituye, sin ninguna duda, la grúa flotante de 100 t. que la Junta de Obras del Puerto de Bilbao utilizó desde principios de este siglo hasta los años ochenta. Fue construida por La Maquinista Terrestre y Marítima de Barcelona; montada sobre un pontón metálico, tenía a popa la maquinaria de vapor y los depósitos de agua que servían de contrapeso y de reducción de inclinación de la grúa.
- En 1880 se construyen las máquinas y calderas para el cañonero Pilar.
- En 1881 se inicia la construcción del Muelle de hierro de Portugalete. Su arquitecto e ideólogo, Evaristo de Churruca, encarga a La Maquinista Terrestre y Marítima la construcción de la estructura flotante y aportación de los hierros que conformen la estructura en sí. La obra se finaliza en 1887, siendo inaugurado por la reina María Cristina.
- El Puente de Hierro Sagasta fue inaugurado el 18 de diciembre de 1882, festividad de Nuestra Señora la Virgen de la Esperanza, Patrona de Logroño. Fue construido por la empresa La Maquinista Terrestre y Marítima y su presupuesto se elevó a la cantidad de 909.837,46 pesetas.
- En 1883 se construyen máquinas y calderas para el crucero de segunda clase Cristóbal Colón, cañoneros Alsedo y  General Concha, y torpedero Vicente Yáñez Pinzón.
- El 4 de julio de 1884 salen de los talleres de La maquinista Terrestre y Marítima las primeras locomotoras, construidas íntegramente en España, para la Compañía Tranvía de Vapor de Barcelona Clot a San Andrés de Palomar. Se trataba de la "Palau" y la "Caldas", máquinas ténder de 35 t y tres ejes acoplados.
- En 1884 se construyen en La Maquinista Terrestre y Marítima dos máquinas de vapor con sistema Compound, de 100 CV, para estampación, para el complejo de Can Ricart, en Barcelona.
- En 1887 se construyen las máquinas y calderas para el crucero de segunda clase Marqués de la Ensenada.
- En 1887 se construye el segundo locomóvil de que se tenga constancia.
- En 1888, con un proyecto del arquitecto municipal Miquel Pascual Tintorer, se inaugura la cubierta del mercado de la Libertad de Barcelona. Su estructura de hierro, así como los elementos que la componen, fueron construidos por La Maquinista Terrestre y Marítima.
- En 1888 se construyen dos locomotoras Sanz, 2001:34 para la Compañía Ferrocarril de Barcelona.
- En 1888 se construye en Barcelona el mercado de la Concepción. La obra está soportada por una estructura metálica, fabricada por La Maquinista Terrestre y Marítima.
- En 1889, en Viladomiu, se instala una caldera de vapor de bullidores múltiples, construida en La Maquinista Terrestre Marítima, para alimentar la máquina de parar.
- En 1889 se construyen máquinas y calderas para el crucero de segunda clase Alfonso XIII.
- En 1890 se construyen tres cruceros acorazados de 7000 t de la clase Infanta María Teresa en el Nervión; los motores, de 11 500 CV, son de La Maquinista Terrestre y Marítima, y los cañones de Portilla-White.
- En 1891 se construyen las máquinas para el torpedero Martín Alonso Pinzón.
- En 1892 se construyen las máquinas para el torpedero Marqués de Molins, y para el crucero acorazado Carlos V.
- En 1896, en Viladomiu, se sustituyen las dos turbinas colocadas por una de 365 HP., construida en La Maquinista Terrestre Marítima, de Barcelona.
- En 1896 se construyen las máquinas y calderas para el Lepanto tercer crucero de la clase Reina Regente.
- En 1900 se construye la máquina de vapor llamada la Burés, en el Valle de Anglés.
- Entre 1894 y 1901 se construye el puente metálico del Barquero, puente sobre la desembocadura del río Sor entre el Puerto del Barquero y Vicedo que divide las provincias de Lugo y La Coruña. Está formado por tres tramos iguales, de 48,10 m de longitud cada uno, de forma parabólica y con aceras voladas, construido por La Maquinista Terrestre y Marítima de Barcelona; costó unas 528 000 pesetas.
- Entre 1901 y 1911, La Maquinista Terrestre y Marítima construyó doce locomotoras Sanz, 2001 42 para la Sociedad Ferrocarril de Manresa o Berga.
- Entre 1901 y 1920 La Maquinista, bajo licencia de la acreditada marca Winterthur, construyó más de 200 motores de gas, con una potencia superior a 10 000 caballos.
- En 1902 se entregan las calderas y máquinas para el crucero Extremadura.
- En 1902 se firma la construcción de las calderas del primer acorazado España.
- Magí Cornet y Masriera, ingeniero de La Maquinista Terrestre y Marítima, ganó el concurso internacional para el Puente sobre el Gran Neva, en San Petersburgo (1902-1904).
- En 1905, en Viladomiu, se instala un motor auxiliar de antracita de 100 HP., construido en La Maquinista Terrestre y Marítima, de Barcelona.
- En 1909 se construye e instala una máquina de vapor dentro de las instalaciones de la fábrica textil Burés.
- En 1912 se entregan varias locomotoras-ténder, tipo 1-3-0, de 41 t. de peso en orden de marcha, procedentes de La Maquinista Terrestre y Marítima.
- El 7 de mayo de 1916 se inaugura el puente de hierro sobre el río Xúquer. El puente, que fue nombrado "Alfonso XIII" y que ha sido conocido como el puente de Fortaleny, ha unido esta población con Sueca.
- En 1917 se inaugura el puente de hierro sobre el río Xúquer, construido por la empresa catalana La Maquinista Terrestre y Marítima. Sobre él pasa la carretera Real de Valencia a Albacete, dentro del itinerario de la N-340, entre Gavarda y Beneixida. Posee un arco de hierro de 70 m de luz y 137 m de longitud.
- En 1918 se inaugura el puente de hierro sobre el Río Ebro, en Mora de Ebro, por la empresa barcelonesa La Maquinista Terrestre y Marítima. Fue destruido en abril de 1938 durante la retirada del ejército republicano. La Maquinista también construye los puentes de hierro de Tortosa dinamitados igualmente en abril de 1938.
- En 1925 se construye un dique flotante de 7000 t para el Arsenal de Cartagena.
- En 1925 se inicia la entrega de las locomotoras serie 1700.
- En 1926 se construye el Puente de Alfonso XIII en Sevilla, bajo la patente de la Compañía Scherzer Lift Bridge Co. de Chicago.
- El 26 de junio de 1927 fue inaugurado el renovado puente ferroviario que hay en Peralbillo, operación que resultaba complicada, puesto que se realizó sin interrumpir el tráfico ferroviario. Fue construido e instalado por La Maquinista Terrestre y Marítima, y las obras duraron diez meses, invirtiéndose en la parte metálica más de 500 toneladas de hierro, siendo el coste total de 1 200 000 pesetas.
- En 1930 se construye el Puente de San Juan en la provincia de Sevilla, bajo la patente de la Compañía Scherzer Lift Bridge Co. de Chicago.
- En 1935 La Maquinista Terrestre y Marítima hace entrega de las primeras locomotoras diésel a MZA, y se establece el primer récord español de velocidad con locomotora diésel: 140 km/h.
- El 5 de marzo de 1937 el PSUC roba diez tanques ligeros que estaban en poder de La Maquinista Terrestre y Marítima, en Barcelona.
- Durante la guerra civil española (1936-39) fue colectivizada por la Generalidad, mientras dirigentes y propietarios huían a la zona franquista. Constituyeron una dirección y un consejo de empresa (San Sebastián, mayo de 1937), que entra en relaciones con la fábrica alemana Krupp. Para 1937, la fábrica pasa a poder de la subsecretaría de armamento, y fue destinada a la fabricación de material bélico, con el nombre de "Fábrica 0".
- Antes de la Segunda Guerra Mundial se fabricaron los motores diésel para las motonaves Fernando Poo y Domine, con licencia Krupp, y para el Juan March y el transbordador Victoria, con licencia Burmeister.
- A finales de 1940, Norte encargó a la primera constructora española, La Maquinista Terrestre y Marítima, de Barcelona, la realización de una locomotora Santa Fe de gran potencia y esfuerzo de tracción, para resolver los acuciantes problemas de tráfico en la línea citada.
- En la estación de Villanueva y Geltrú tuvo lugar, en la mañana del 23 de septiembre de 1942, la presentación, ante el Consejo y alta Jefatura de la Red Nacional, de la nueva locomotora tipo Santafé que fue construida por La Maquinista Terrestre y Marítima en los talleres de San Andrés. Esta máquina, primera de una serie de 20, constaba de cinco ejes acoplados, y podía remolcar trenes de 550 toneladas a 55 kilómetros por hora en rampas de 15 milésimas, muy frecuentes en España. Su potencia era de 2700 CV. La máquina pesa 125 t en vacío.
- El 19 de noviembre de 1942, se inaugura el puente de hierro de Archena, al acto asiste el ingeniero de la Maquinista Sr. Arias Mundi. Siendo el ingeniero del proyecto el hijo de Archena D.José Gil Martínez.
- En 1944 y 1953 se entregan las locomotoras Montaña, conocidas por las Bonitas o Atómicas.
- En 1948 se fabrica, en los talleres de La Maquinista Terrestre y Marítima, la réplica de la primera locomotora a vapor que realizó el trayecto Barcelona-Mataró; se llamó La Mataró.
- En 1953 la empresa suiza Brown Boveri & Cia entra como accionista a La Maquinista Terrestre y Marítima, y se le destina un taller especial para la construcción de material eléctrico y motores para locomotoras movidas por electricidad.
- En 1953 se entregan las locomotoras diésel tractoras de maniobras de la serie 10.300.
- Entre 1953 y 1954 se entregan veinte locomotoras Disel-eléctricas, con motor Sulzer 6LD22 de 350 CV a 870 r. p. m., y cilindros de 220 x 290 mm.
- En 1955 se construyeron en La Maquinista Terrestre y Marítima 10 locomotoras del tipo Confederación, carecterísticamente, pintadas de color verde.
- En 1955, centenario de La Maquinista Terrestre y Marítima, se celebran las pruebas de puesta en servicio de un motor marino de 7300 CV.
- En 1956 se construye la locomotora de maniobras 10101, llamada Memé o Pegasin.
- El 10 de octubre de 1958 se entrega la última locomotora de vapor construida en La Maquinista Terrestre y Marítima para RENFE, la Mikado 141-2356 (número de fábrica 720).
- En 1958 se construye la última locomotora de vapor fabricada por La Maquinista, la 2-4-2 Samper de Calanda para el Ferrocarril de Andorra a Escatrón (número de fábrica 721).
- Entre 1960 y 1961 se entregan a RENFE 80 de las tractoras de maniobra con motor 6LD22B Sulzer.
- Durante 1963 se entregan a RENFE 100 unidades de locomotoras con motores Sulzer 6LD22.
- Entre 1966 y 1973, se entregan a RENFE 63 unidades con motores Sulzer 6LD22B de 400 CV.
- En 1968 se inaugura la central térmica del Besós I, fabricada en La Maquinista Terrestre y Marítima.
- En 1970 se hace entrega del primer metro de la línea V de Barcelona, con licencia MAN y Brown Boveri.
- El 23 de junio de 1975, el entonces Príncipe de España, Don Juan Carlos de Borbón, preside el acto del apagado de la caldera de la última locomotora de vapor en servicio, la Mikado número 141-2348.
- Desde 1981, M.T.M. fabricó para FEVE 30 locomotoras diésel Serie 1600, la serie más numerosa construida para un ferrocarril de vía estrecha.
- Entre 1983 y 1986, FEVE adquirió a La Maquinista Terrestre y Marítima 72 coches –58 motores y 14 remolques- de la serie 2400.
- En la primavera de 1992 se inaugura el trayecto Madrid-Sevilla del tren de alta velocidad (AVE), con varias unidades fabricadas en las instalaciones de La Maquinista Terrestre y Marítima.

## Visitas
Varios jefes de Estado han visitado las instalaciones de la empresa: Isabel II en 1861, Alfonso XIII en 1904, y Francisco Franco en 1960. También fueron visitadas por Lluís Companys.

## Sindicalismo
- En el mes de abril del año 1947 la organización clandestina del Partido Socialista Unificado de Cataluña (PSUC) en Cataluña sufrió uno de los golpes más duros con la desarticulación de las agrupaciones guerrilleras que operaban en la ciudad en lo que se conoce como la "caída de los 80". Por las relaciones que los grupos guerrilleros mantenían con la organización política a través de los comités de sector se produjo la detención del responsable de La Maquinista Terrestre y Marítima.
- Es preciso recordar al respecto el incidente protagonizado por Pere Duran Farell al hacer público en 1967, y en presencia del ministro franquista del Plan de Desarrollo, López Rodó, que la Maquinista Terrestre y Marítima había negociado poco antes con las clandestinas Comisiones Obreras.